# Erysiphe hedwigii
Erysiphe hedwigii är en svampart som först beskrevs av Joseph-Henri Léveillé, och fick sitt nu gällande namn av U. Braun & S. Takam. 2000. Erysiphe hedwigii ingår i släktet Erysiphe och familjen Erysiphaceae.   Inga underarter finns listade i Catalogue of Life.